# Home Nations Series

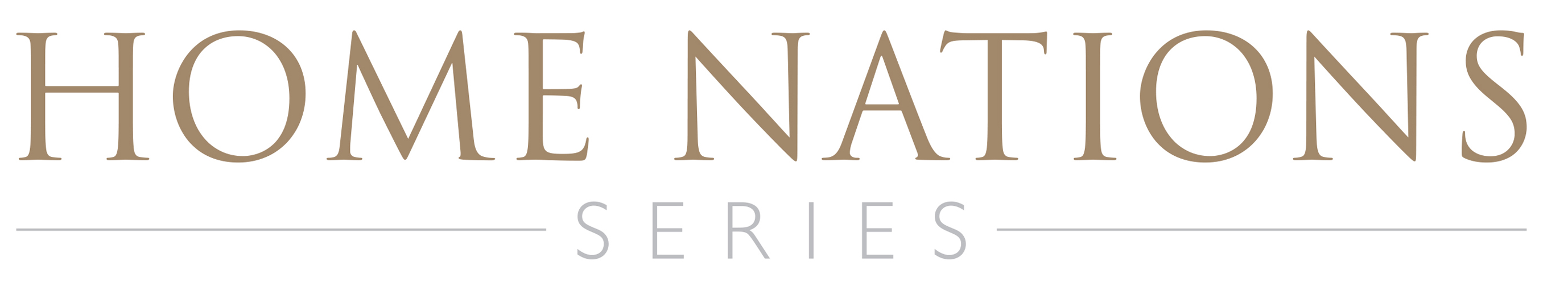
Logo der Home Nation Series

Karte der vier „Home Nations“ im Vereinigten Königreich

Die Home Nations Series (kurz: Home Series; dt. Heimatnationen-Serie) ist eine Turnierserie im Snooker bestehend aus vier Turnieren in den vier Landesteilen des Vereinigten Königreichs in einer Profisaison.

## Geschichte
Am 29. April 2015 verkündete Barry Hearn, Vorsitzender des World Snooker, dass ab der Snookersaison 2016/17 eine „Home Nations Series“ in den Spielkalender aufgenommen wird. Die Home Series umfasst die Turniere der vier Einzelländer des Mutterlandes des Snooker. Dazu gehört neben den Northern Ireland Open, Scottish Open und Welsh Open auch die 2016 neu gegründeten English Open. Die Home Series stellen im eigentlichen Sinne somit keine eigenständige Turnierserie dar, vielmehr werden die Ergebnisse der Einzelturniere zusammengefasst und die Sieger erhalten einen Extrabonus. Derjenige, der alle vier Turniere innerhalb einer Saison gewinnt, erhält einen Sonderbonus von 1 Mio. £. Zusätzlich vergibt die Home Series zwei Wildcards an Amateurspieler. Die vier Nationalverbände (National Governing Bodies, NGB) wählen die Wildcardspieler nach Kriterien aus, die sie zuvor mit der WPBSA abgestimmt haben.

## Pokale
Die Pokale der einzelnen Turniere sind nach bekannten Snookerspielern der jeweiligen Länder benannt, im Einzelnen sind es:
- Bei den English Open nach Steve Davis die Davis-Trophy[4]
- Bei den Northern Ireland Open nach Alex Higgins die Higgins-Trophy[5]
- Bei den Scottish Open nach Stephen Hendry die Hendry-Trophy[6]
- Bei den Welsh Open nach Ray Reardon die Reardon-Trophy[7]

## Modus
Alle Turniere sind Major-Ranglistenturniere der Snooker Main Tour und werden mit 128 Spielern ausgetragen. Nachdem zuerst alle Profispieler nominiert wurden, werden danach die Wildcardspieler nominiert und zum Schluss die Qualifikanten der Q-School. Bis einschließlich Achtelfinale wird auf Best of 7 gespielt. Im Viertelfinale auf Best of 9, Halbfinale Best of 11 und im Finale dann Best of 17. Die Preisgelder sind für alle vier Turniere einheitlich und stiegen im Lauf der Jahre teilweise erheblich:
| Saison  | Gesamtpreisgeld | Siegprämie |
| ------- | --------------- | ---------- |
| 2016–19 | 366.000 £       | 70.000 £   |
| 2019–22 | 405.000 £       | 70.000 £   |
| 2022–24 | 427.000 £       | 80.000 £   |
| 2024/25 | 550.400 £       | 100.000 £  |

## Kleiderordnung
In allen vier Turnieren der Home Nations Series gilt eine andere Kleiderordnung als bei den meisten anderen Turnieren. Die Spieler tragen keine Weste und keine Fliege, sondern schwarze Hose und ein Hemd, die Schiedsrichter tragen ein weißes oder schwarzes Hemd ohne Krawatte. Dies soll die Turniere der Home Nations Series von den anderen Turnieren etwas abheben.

## Ergebnisse
| Saison  | Turnier                    | Austragungsort | Sieger            | Ergebnis | Finalist          |
| ------- | -------------------------- | -------------- | ----------------- | -------- | ----------------- |
| 2016/17 | English Open 2016          | Manchester     | Liang Wenbo       | 9:6      | Judd Trump        |
| 2016/17 | Northern Ireland Open 2016 | Belfast        | Mark King         | 9:8      | Barry Hawkins     |
| 2016/17 | Scottish Open 2016         | Glasgow        | Marco Fu          | 9:4      | John Higgins      |
| 2016/17 | Welsh Open 2017            | Cardiff        | Stuart Bingham    | 9:8      | Judd Trump        |
| 2017/18 | English Open 2017          | Barnsley       | Ronnie O’Sullivan | 9:2      | Kyren Wilson      |
| 2017/18 | Northern Ireland Open 2017 | Belfast        | Mark Williams     | 9:8      | Yan Bingtao       |
| 2017/18 | Scottish Open 2017         | Glasgow        | Neil Robertson    | 9:8      | Cao Yupeng        |
| 2017/18 | Welsh Open 2018            | Cardiff        | John Higgins      | 9:7      | Barry Hawkins     |
| 2018/19 | English Open 2018          | Crawley        | Stuart Bingham    | 9:7      | Mark Davis        |
| 2018/19 | Northern Ireland Open 2018 | Belfast        | Judd Trump        | 9:7      | Ronnie O’Sullivan |
| 2018/19 | Scottish Open 2018         | Glasgow        | Mark Allen        | 9:7      | Shaun Murphy      |
| 2018/19 | Welsh Open 2019            | Cardiff        | Neil Robertson    | 9:7      | Stuart Bingham    |
| 2019/20 | English Open 2019          | Crawley        | Mark Selby        | 9:1      | David Gilbert     |
| 2019/20 | Northern Ireland Open 2019 | Belfast        | Judd Trump        | 9:7      | Ronnie O’Sullivan |
| 2019/20 | Scottish Open 2019         | Glasgow        | Mark Selby        | 9:6      | Jack Lisowski     |
| 2019/20 | Welsh Open 2020            | Cardiff        | Shaun Murphy      | 9:1      | Kyren Wilson      |
| 2020/21 | English Open 2020          | Milton Keynes  | Judd Trump        | 9:8      | Neil Robertson    |
| 2020/21 | Northern Ireland Open 2020 | Milton Keynes  | Judd Trump        | 9:7      | Ronnie O’Sullivan |
| 2020/21 | Scottish Open 2020         | Milton Keynes  | Mark Selby        | 9:3      | Ronnie O’Sullivan |
| 2020/21 | Welsh Open 2021            | Newport        | Jordan Brown      | 9:8      | Ronnie O’Sullivan |
| 2021/22 | Northern Ireland Open 2021 | Belfast        | Mark Allen        | 9:8      | John Higgins      |
| 2021/22 | English Open 2021          | Milton Keynes  | Neil Robertson    | 9:8      | John Higgins      |
| 2021/22 | Scottish Open 2021         | Llandudno      | Luca Brecel       | 9:5      | John Higgins      |
| 2021/22 | Welsh Open 2022            | Newport        | Joe Perry         | 9:5      | Judd Trump        |
| 2022/23 | Northern Ireland Open 2022 | Belfast        | Mark Allen        | 9:4      | Zhou Yuelong      |
| 2022/23 | Scottish Open 2022         | Edinburgh      | Gary Wilson       | 9:2      | Joe O’Connor      |
| 2022/23 | English Open 2022          | Brentwood      | Mark Selby        | 9:6      | Luca Brecel       |
| 2022/23 | Welsh Open 2023            | Llandudno      | Robert Milkins    | 9:7      | Shaun Murphy      |
| 2023/24 | English Open 2023          | Brentwood      | Judd Trump        | 9:7      | Zhang Anda        |
| 2023/24 | Northern Ireland Open 2023 | Belfast        | Judd Trump        | 9:3      | Chris Wakelin     |
| 2023/24 | Scottish Open 2023         | Edinburgh      | Gary Wilson       | 9:5      | Noppon Saengkham  |
| 2023/24 | Welsh Open 2024            | Llandudno      | Gary Wilson       | 9:4      | Martin O’Donnell  |
| 2024/25 | English Open 2024          | Brentwood      | Neil Robertson    | 9:7      | Wu Yize           |
| 2024/25 | Northern Ireland Open 2024 | Belfast        | Kyren Wilson      | 9:3      | Judd Trump        |
| 2024/25 | Scottish Open 2024         | Edinburgh      | Lei Peifan        | 9:5      | Wu Yize           |
| 2024/25 | Welsh Open 2025            | Llandudno      | Mark Selby        | 9:6      | Stephen Maguire   |